# Custodia per abiti
Una custodia per abiti è un contenitore in materiale flessibile, usato per trasportare vestiti oppure giacche e simili indumenti, ed anche per proteggerli dalla polvere all'interno di armadi. I modelli più semplici hanno una cerniera che si apre verticalmente. Può essere fabbricata con diversi materiali, ad esempio tessuto, pelle, plastica.
Una custodia per abiti può avere una tracolla o una maniglia per facilitare il trasporto, ed è disponibile in diverse forme e dimensioni a seconda della lunghezza dei vestiti che devono essere trasportati. Alcuni modelli possono essere piegati a metà, con due maniglie per il trasporto facile con una sola mano.

## Pericoli
A causa del rischio di soffocamento, occorre prestare attenzione affinché i bambini non usino come gioco le custodie in plastica.